# Raoul Wallenberg
Raoul Gustav Wallenberg (4 d'agost de 1912 - 16 de juliol de 1947) va ser un diplomàtic del govern de Suècia, membre d'una prestigiosa i influent família d'aquell país. En les darreres etapes de la Segona Guerra Mundial va treballar incansablement i va córrer grans riscos per salvar milers de jueus hongaresos de l'Holocaust. Després de l'entrada de l'Exèrcit Roig a Budapest va ser arrestat pels soviètics al·legant que era un espia de l'Office of Strategic Services (OSS). Va morir estant encara sota la seva custòdia, i la seva mort és fins al dia d'avui motiu de controvèrsia.